# Microscopie par fluorescence en temps de vie

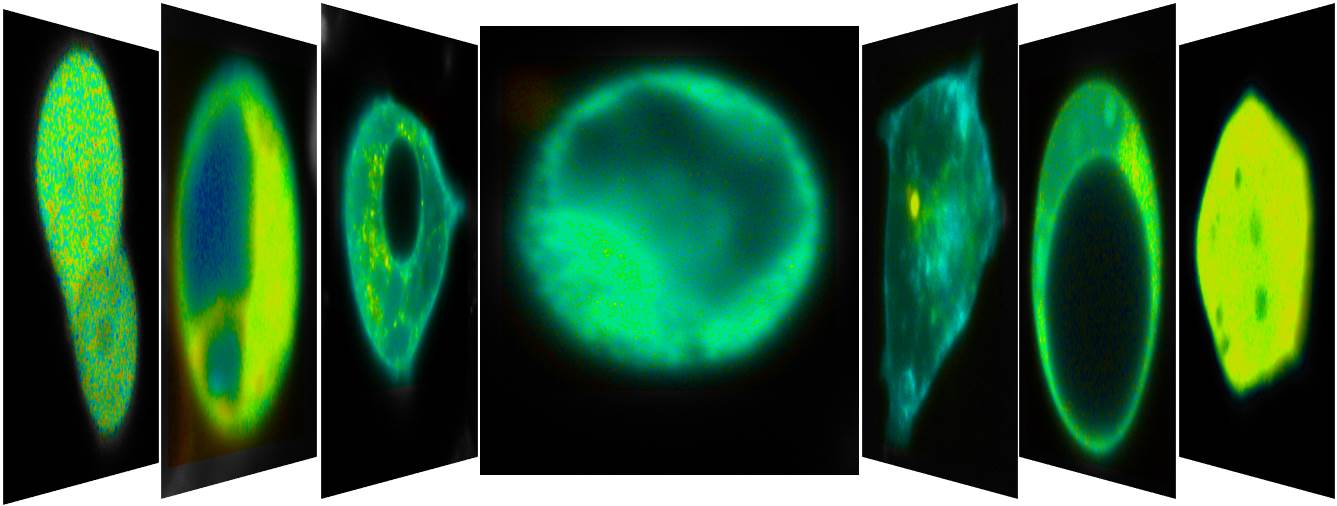
Microscopie par fluorescence en temps de vie de la variante la plus courante du régulateur de la conductance transmembranaire de la mucoviscidose (CFTR), marquée par la protéine fluorescente cyan améliorée (ECFP), F508-CFTR-ECFP (image du milieu), encadrée par les images des constructions CFTR de type sauvage marquées par l'ECFP.

La microscopie par fluorescence en temps de vie (FLIM pour (en) Fluorescence-lifetime imaging microscopy) est une technique d'imagerie basée sur les différences de taux de décroissance exponentielle de l'émission photonique d'un fluorochrome d'un échantillon. Elle peut être utilisée en microscopie confocale, en microscopie à excitation biphotonique et en tomographie multiphotonique.
La durée de vie de fluorescence (FLT) du fluorophore (fluorochrome), plutôt que son intensité, est utilisée pour créer l'image en FLIM. La durée de vie de fluorescence dépend du microenvironnement local du fluorophore, ce qui évite toute erreur de mesure de l'intensité de fluorescence due à une variation de luminosité de la source lumineuse, à l'intensité du fond lumineux ou à un photoblanchiment limité. Cette technique présente également l'avantage de minimiser l'effet de la diffusion photonique dans les couches épaisses de l'échantillon. Dépendant du microenvironnement, les mesures de durée de vie ont été utilisées comme indicateur du pH, de la viscosité et de la concentration en espèces chimiques,.

## Durées de vie de fluorescence
Un fluorophore excité par un photon reviendra à l'état fondamental avec une certaine probabilité, basée sur les taux de désintégration par différentes voies (désintégration radiative et/ou non radiative). Pour observer la fluorescence, l'une de ces voies doit être l'émission spontanée d'un photon. Dans la description d'ensemble statistique, la fluorescence émise décroîtra avec le temps selon la formule :
{\displaystyle I(t)=I_{0}e^{-t/\tau }}
où
{\displaystyle {\frac {1}{\tau }}=\sum k_{i}}.
Dans cette équation, {\displaystyle t} est le temps, {\displaystyle \tau } est la durée de vie de la fluorescence, {\displaystyle t=0}, et {\displaystyle k_{i}} sont les taux de chaque voie de décroissance, dont au moins un doit être le taux de décroissance de la fluorescence {\displaystyle k_{f}}. Plus important encore, la durée de vie {\displaystyle \tau }, est indépendante de l'intensité initiale et de la lumière émise. Ceci peut être utilisé pour effectuer des mesures non basées sur l'intensité en détection chimique.

## Mesure
L'imagerie par durée de vie de fluorescence produit des images dont l'intensité de chaque pixel est déterminée par {\displaystyle \tau }, ce qui permet de visualiser le contraste entre des matériaux présentant des taux de décroissance de fluorescence différents (même si ces matériaux fluorescent exactement à la même longueur d'onde), et produit également des images montrant les changements dans d'autres voies de décroissance, comme dans le transfert d'énergie entre molécules fluorescentes.

### Éclairage pulsé
Les durées de vie de fluorescence peuvent être déterminées dans le domaine temporel à l'aide d'une source pulsée. Lorsqu'une population de fluorophores est excitée par une impulsion lumineuse ultracourte ou delta, la fluorescence résolue en temps décroît de manière exponentielle, comme décrit précédemment. Cependant, si l'impulsion d'excitation ou la réponse de détection est large, la fluorescence mesurée, d(t), ne sera pas purement exponentielle. La fonction de réponse instrumentale, IRF(t), sera convoluée ou fusionnée avec la fonction de décroissance, F(t).
{\displaystyle {d}(t)={IRF}(t)\otimes {F}(t)}
La réponse instrumentale de la source, du détecteur et de l'électronique peut être mesurée, généralement à partir de la lumière d'excitation diffusée. La récupération de la fonction de décroissance (et des durées de vie correspondantes) pose des défis supplémentaires car la division dans le domaine fréquentiel a tendance à produire un bruit élevé lorsque le dénominateur est proche de zéro.

## Spectroscopie laser ultrarapide
Le comptage de photons uniques corrélés dans le temps (spectroscopie laser ultrarapide ou (en) TCSPC) est généralement utilisé car il compense les variations d'intensité de la source et d'amplitude des impulsions de photons uniques. Grâce à un équipement TCSPC commercial, une courbe de décroissance de la fluorescence peut être enregistrée avec une résolution temporelle allant jusqu'à 405 fs. L'histogramme de décroissance de la fluorescence enregistré obéit à la statistique de Poisson, prise en compte pour déterminer la qualité de l'ajustement lors de l'ajustement. Plus précisément, le TCSPC enregistre les instants auxquels les photons individuels sont détectés par un détecteur rapide de photons uniques (généralement un tube photomultiplicateur (PMT) ou une photodiode à avalanche monophotonique (SPAD)) par rapport à l'impulsion laser d'excitation. Les enregistrements sont répétés pour plusieurs impulsions laser et, après un nombre suffisant d'événements enregistrés, il est possible de construire un histogramme du nombre d'événements sur l'ensemble de ces points temporels enregistrés. Cet histogramme peut ensuite être ajusté à une fonction exponentielle contenant la fonction de décroissance de la durée de vie exponentielle étudiée, et le paramètre de durée de vie peut être extrait en conséquence. Les systèmes PMT multicanaux avec 16 à 64 éléments sont disponibles dans le commerce, tandis que les systèmes FLIM à diode à avalanche monophotonique CMOS (SPAD)-TCSPC récemment démontrés peuvent offrir un nombre encore plus élevé de canaux de détection et des options supplémentaires à faible coût.

## Méthode de déclenchement
L'excitation par impulsions est toujours utilisée dans cette méthode. Avant que l'impulsion n'atteigne l'échantillon, une partie de la lumière est réfléchie par un miroir dichroïque et détectée par une photodiode qui active un générateur de retard contrôlant un intensificateur optique à déclenchement (GOI) placé devant le détecteur CCD. Le GOI ne permet la détection que pendant la fraction de temps où il est ouvert après le délai. Ainsi, grâce à un générateur de retard réglable, il est possible de collecter l'émission de fluorescence après plusieurs délais couvrant la période de décroissance de la fluorescence de l'échantillon,. Ces dernières années, des caméras CCD intensifiées intégrées ont fait leur apparition sur le marché. Ces caméras sont composées d'un intensificateur d'image, d'un capteur CCD et d'un générateur de retard intégré. Les caméras ICCD, avec des temps de déclenchement très courts, jusqu'à 200 ps et des pas de retard de 10 ps, permettent une FLIM avec une résolution inférieure à la nanoseconde. Associée à un endoscope, cette technique est utilisée pour le diagnostic peropératoire des tumeurs cérébrales.

## Modulation de phase

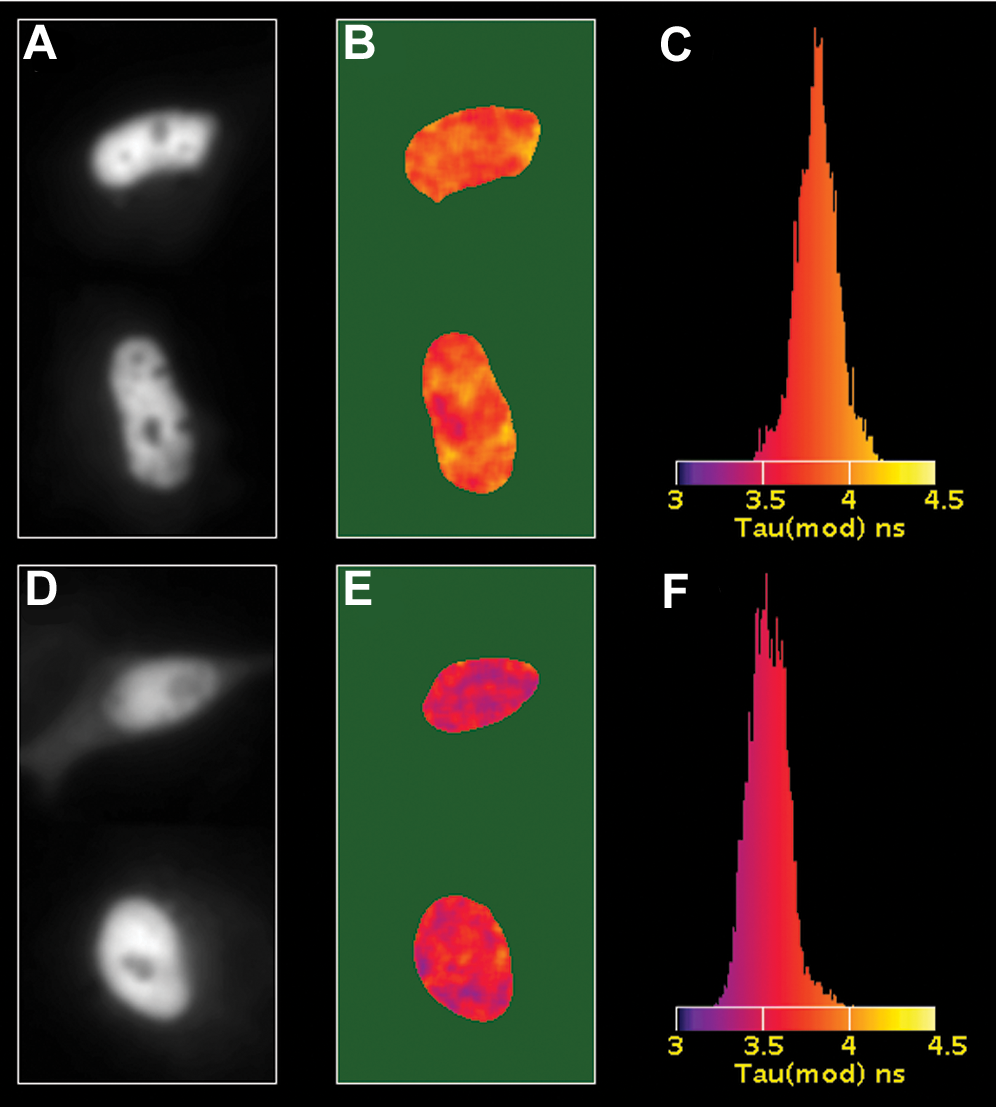
Cellules exprimant la protéine mKO-p65 en absence ou en présence de la protéine mCherry-p65, vues par FLIM.
a) et c) montrent l'intensité de fluorescence de deux noyaux représentatifs fusionnés en absence de mCherry-p65.d) et e) montrent l'intensité de fluorescence de deux noyaux représentatifs fusionnés en présence de mCherry-p65.La carte de la durée de vie de modulation b), e) et l'histogramme de la distribution de la durée de vie de modulation e), f) sont également présentés.

Les durées de vie de fluorescence peuvent être déterminées dans le domaine fréquentiel par une méthode de modulation de phase. Cette méthode utilise une source lumineuse pulsée ou modulée à haute fréquence (jusqu'à 500 MHz), telle qu'une LED, une diode laser ou une source à onde continue, associée à un modulateur électro-optique ou acousto-optique. La fluorescence est (a) démodulée et (b) déphasée ; ces deux quantités sont liées aux temps de décroissance caractéristiques du fluorophore. De plus, les composantes y des ondes sinusoïdales d'excitation et de fluorescence sont modulées, et la durée de vie peut être déterminée à partir du rapport de modulation de ces composantes y. Ainsi, deux valeurs de durée de vie peuvent être déterminées par la méthode de modulation de phase. Les durées de vie sont déterminées par des procédures d'ajustement de ces paramètres expérimentaux. L'un des avantages de la FLIM dans le domaine fréquentiel, basée sur PMT ou sur caméra, est la rapidité d'acquisition des images de durée de vie, ce qui la rend adaptée à des applications telles que la recherche sur les cellules vivantes.

## Analyse
Cet article nécessite des citations supplémentaires pour vérification. Veuillez contribuer à son amélioration en citant des sources fiables. Les sources non sourcées peuvent être contestées et supprimées.
Rechercher des sources : « Microscopie d'imagerie de la durée de vie de fluorescence » – Actualités · Journaux · Livres · Recherche · JSTOR (mai 2014) (Découvrez comment et quand supprimer ce message) L'algorithme d'analyse a pour objectif d'extraire la courbe de décroissance pure de la décroissance mesurée et d'estimer la ou les durées de vie. Cette estimation est généralement réalisée par l'ajustement de fonctions exponentielles simples ou multiples. Diverses méthodes ont été développées pour résoudre ce problème. La technique la plus répandue est la re-convolution itérative par les moindres carrés, basée sur la minimisation de la somme pondérée des résidus. Dans cette technique, les courbes de décroissance exponentielles théoriques sont convoluées avec la fonction de réponse de l'instrument, mesurée séparément, et le meilleur ajustement est obtenu par un calcul itératif des résidus pour différentes entrées jusqu'à ce qu'un minimum soit trouvé. Pour un ensemble d'observations {\displaystyle d({{t}_{i}})} du signal de fluorescence dans l'intervalle de temps i, l'estimation de la durée de vie est réalisée par minimisation de :
{\displaystyle {{\chi }^{2}}=\sum \limits _{i}{{\left[{{d}_{i}}({{t}_{i}})-{{d}_{0i}}({{t}_{i}},a,\tau )\right]}^{2}}}
Outre les difficultés expérimentales, notamment la fonction de réponse instrumentale dépendante de la longueur d'onde, le traitement mathématique du problème de déconvolution itérative n'est pas simple et il s'agit d'un processus lent. Aux débuts de FLIM, l'analyse pixel par pixel était impraticable. Les méthodes sans ajustement sont intéressantes car elles offrent une solution très rapide pour l'estimation de la durée de vie. L'une des techniques les plus simples et les plus répandues dans ce domaine est la méthode de détermination rapide de la durée de vie (RLD). La RLD calcule directement les durées de vie et leurs amplitudes en divisant la courbe de décroissance en deux parties de largeur égale {\displaystyle \delta }t. L'analyse est réalisée en intégrant la courbe de décroissance à intervalles de temps égaux. {\displaystyle \delta }t :
{\displaystyle {\begin{matrix}{{D}_{0}}=\sum \limits _{i=1}^{K/2}{{{I}_{i}}\delta t}&{{D}_{1}}=\sum \limits _{i=K/2}^{K}{{{I}_{i}}\delta t}\\\end{matrix}}}
Ii est le signal enregistré dans le i-ème canal et K est le nombre de canaux. La durée de vie peut être estimée à l'aide de :
{\displaystyle \tau =\delta t/\ln({{D}_{0}}/{{D}_{1}})}
Pour les décroissances multiexponentielles, cette équation fournit la durée de vie moyenne. Cette méthode peut être étendue à l'analyse des décroissances biexponentielles. Un inconvénient majeur de cette méthode est qu'elle ne peut pas prendre en compte l'effet de la réponse de l'instrument ; de ce fait, la partie initiale des courbes de décroissance mesurées doit être ignorée dans les analyses. Cela signifie qu'une partie du signal est ignorée et que la précision de l'estimation des courtes durées de vie diminue.
L'une des caractéristiques intéressantes du théorème de convolution est que l'intégrale de la convolution est le produit des facteurs qui la composent. Il existe quelques techniques fonctionnant dans l'espace transformé qui exploitent cette propriété pour reconstituer la courbe de décroissance pure à partir de la courbe mesurée. Les transformations de Laplace et de Fourier, ainsi que le développement de Laguerre-Gauss, ont été utilisés pour estimer la durée de vie dans l'espace transformé. Ces approches sont plus rapides que les méthodes de déconvolution, mais elles présentent des problèmes de troncature et d'échantillonnage. De plus, l'application de méthodes comme le développement de Laguerre-Gauss est mathématiquement complexe. Avec les méthodes de Fourier, la durée de vie d'une courbe de décroissance exponentielle unique est donnée par :
{\displaystyle \tau ={\frac {1}{n\omega }}{\frac {{A}_{n}}{{B}_{n}}}}
où 
{\displaystyle {\begin{matrix}{{A}_{n}}={\frac {\sum \limits _{t}{d(t)\sin(n\omega t)}}{\sum \limits _{t}{IRF(t)\sin(n\omega t)}}}={\frac {\omega \tau }{1+{{\omega }^{2}}{{\tau }^{2}}}},&{{B}_{n}}={\frac {\sum \limits _{t}{d(t)\cos(n\omega t)}}{\sum \limits _{t}{IRF\cos(n\omega t)}}}={\frac {1}{1+n{{\omega }^{2}}{{\tau }^{2}}}},&\omega ={\frac {2\pi }{T}}\\\end{matrix}}}
et n est le numéro harmonique et T est la plage de temps totale de détection.

## Applications
La microscopie par fluorescence en temps de vie a été principalement utilisée en biologie pour détecter les photosensibilisateurs dans les cellules et les tumeurs, ainsi que pour la FRET (imagerie par résonance magnétique nucléaire) lorsque l'imagerie ratiométrique est difficile. Cette technique a été développée à la fin des années 1980 et au début des années 1990 (méthode de gating : Bugiel et al. 1989, König 1989, modulation de phase : Lakowicz et al. 1992),, avant d'être plus largement appliquée à la fin des années 1990. En culture cellulaire, elle a été utilisée pour étudier la signalisation et le trafic du récepteur de l'EGF. La FLIM dans le domaine temporel (tdFLIM) a également été utilisée pour mettre en évidence l'interaction des deux types de protéines des filaments intermédiaires nucléaires, les lamines A et B1, dans des homopolymères distincts de l'enveloppe nucléaire, qui interagissent ensuite entre elles dans des structures d'ordre supérieur. L'imagerie FLIM est particulièrement utile dans les neurones, où la diffusion de la lumière par le tissu cérébral pose problème pour l'imagerie ratiométrique. Dans les neurones, l'imagerie FLIM par illumination pulsée a été utilisée pour étudier les protéines des familles Ras, CaMKII, Rac et Ran. La FLIM a été utilisée en tomographie multiphotonique clinique pour détecter les cellules cancéreuses intradermiques ainsi que les composés pharmaceutiques et cosmétiques.
Plus récemment, la FLIM a également été utilisée pour détecter les flavanols dans les cellules végétales.

### Coenzymes autofluorescentesNAD(P)HetFAD
La FLIM multiphotonique est de plus en plus utilisée pour détecter l'autofluorescence des coenzymes comme marqueurs des changements du métabolisme des mammifères,.

### Imagerie FRET
Comme la durée de vie de fluorescence d'un fluorophore dépend à la fois de processus radiatifs (fluorescence) et non radiatifs (extinction, FRET), le transfert d'énergie de la molécule donneuse à la molécule acceptrice diminue la durée de vie du donneur. Ainsi, les mesures FRET par FLIM permettent de distinguer les états/environnements du fluorophore. Contrairement aux mesures FRET basées sur l'intensité, les mesures FRET par FLIM sont également insensibles à la concentration de fluorophores et peuvent ainsi filtrer les artéfacts introduits par les variations de concentration et d'intensité d'émission dans l'échantillon.